# Rocques
Rocques település Franciaországban, Calvados megyében. Lakosainak száma 286 fő (2022. január 1.). Rocques Fauguernon, Hermival-les-Vaux, Lisieux, Norolles és Ouilly-le-Vicomte községekkel határos.

## Népesség
A település népessége az elmúlt években az alábbi módon változott:
| Lakosok száma | 244  | 209  | 287  | 318  | 296  | 292  | 286  | 289  | 287  | 286  |
|               | 1968 | 1982 | 1990 | 2006 | 2013 | 2015 | 2017 | 2019 | 2020 | 2022 |